# Qui sera le prochain grand pâtissier ?
Qui sera le prochain grand pâtissier ? est une émission de téléréalité culinaire française spécialisée dans la pâtisserie, produit par Martange Production et diffusée sur France 2. L'émission a été présentée par Virginie Guilhaume puis par Jean Imbert, et tournée dans différents hauts lieux de la pâtisserie française, principalement à l'école Ferrandi, à Paris.
La première saison a été diffusée tous les mardis du 2 juillet 2013 au 23 juillet 2013 à 20 h 45. La deuxième saison a été diffusée tous les mardis du 20 mai 2014 au 24 juin 2014 à 20 h 45. La troisième saison a été diffusée tous les mardis du 30 juin 2015 au 28 juillet 2015, puis la quatrième saison du 29 août 2017 au 19 septembre 2017.

## Jury
| Juré[source secondaire souhaitée] | Saisons | Métier |
| --------------------------------- | ------- | --- |
| Christophe Michalak               | 1 à 3   | Ancien chef pâtissier de l'Hôtel Plaza Athénée à Paris et producteur d'émissions culinaires pour la télévision.Champion du Monde de pâtisserie en 2005 avec l'équipe de France. |
| Christophe Adam                   | 1 à 4   | Chef pâtissier spécialiste du snacking dans ses pâtisseries Adam's et l'Éclair de Génie. Ancien chef pâtissier de la maison Fauchon.                                            |
| Pierre Marcolini                  | 1 à 4   | Pâtissier et chocolatier dans ses propres boutiques dans le monde entier.Champion du Monde de pâtisserie en 1995 avec l'équipe de Belgique.                                     |
| Philippe Urraca                   | 1 à 3   | Chef pâtissier dans ses propres boutiques. Meilleur ouvrier de France et président des Meilleurs Ouvriers de France en pâtisserie.                                              |
| Claire Heitzler                   | 4       | Chef pâtissière dans différents établissements. Chef pâtissière de l'année 2012 et 2013.                                                                                        |

## Émissions

### Saison 1
La première saison de l'émission a été présentée par Virginie Guilhaume et diffusée du 2 au 23 juillet 2013 sur France 2.
Elle a été remportée par Audrey Gellet.

### Saison 2
La seconde saison de l'émission a été présentée par Virginie Guilhaume et diffusée du 20 mai au 24 juin 2014 sur France 2.
Elle a été remportée par Ophélie Bares.

### Saison 3
La troisième saison de l'émission a été présentée par Virginie Guilhaume et diffusée du 30 juin au 28 juillet 2015 sur France 2.
Elle est remportée par Grégory Quere.

### Saison 4
La quatrième saison de l'émission est présentée par Jean Imbert et diffusée à partir du 29 août 2017 sur France 2.
Les candidats se prénomment Anthony, Clément, Eunji, Léandre, Louis, Ludivine,  Matthieu, Romain et Thomas. 
Le vainqueur est Léandre Vivier.

## Audiences
| Saisons | Nombre d'épisodes | Audiences | PDM    |
| ------- | ----------------- | --------- | ------ |
| 1       | 4                 | 2 938 000 | 14,5 % |
| 2       | 6                 | 2 253 833 | 10,2 % |
| 3       | 4                 | 1 925 000 | 10,6 % |
| 4       | 4                 | 1 400 000 | 7,1 %  |

## Synopsis de l'émission
Huit pâtissiers professionnels s'affrontent lors de ce concours de pâtisserie. Ils sont évalués par un jury prestigieux de pâtissiers. Parmi ce jury on y retrouve Christophe Michalak, Christophe Adam, Pierre Marcolini et Philippe Urraca pour les saisons 1 à 3. En 2017, à l'occasion de la saison 4, Claire Heitzler rejoint Christophe Adam et Pierre Marcolini.

## Versions étrangère
En Italie, Sky a diffusé la première saison, et Rai 2 a produit sa propre version, Il più grande pasticcere, en 2014 et en 2015.